# 안동 옥산사 마애약사여래좌상
안동 옥산사 마애약사여래좌상(安東 玉山寺 磨崖藥師如來坐像)은 경상북도 안동시 북후면 장기리, 옥산사에 있는 마애불이다. 1984년 12월 29일 경상북도의 유형문화재 제181호로 지정되었다.

## 개요
경상북도 안동시 북후면 장기리 자연암벽에 새겨진 불상으로, 이중으로 된 연꽃무늬 대좌(臺座) 위에 앉아 있다. 마애여래좌상을 중심으로 양옆에 보살이 있는 삼존불(三尊佛)로 추정된다.
얼굴에는 미소를 띠고 있으며, 목에는 3줄로 새겨진 삼도(三道)가 뚜렷하다. 오른쪽 어깨를 드러내고 왼쪽 어깨를 감싼 옷을 입었고 앞가슴에는 치마의 띠매듭이 보인다. 오른손은 오른쪽 무릎 위에 올리고 왼손은 아랫배 부분에서 작은 약그릇을 받쳐들고 있다.
마애불에서는 드물게 삼존불 형식으로 만든 것으로 이런 유형의 불상을 연구하는데 중요한 자료가 된다.

## 참고 자료
- 옥산사마애약사여래좌상 - 국가유산청 국가유산포털